# James Prinsep (taalkundige)

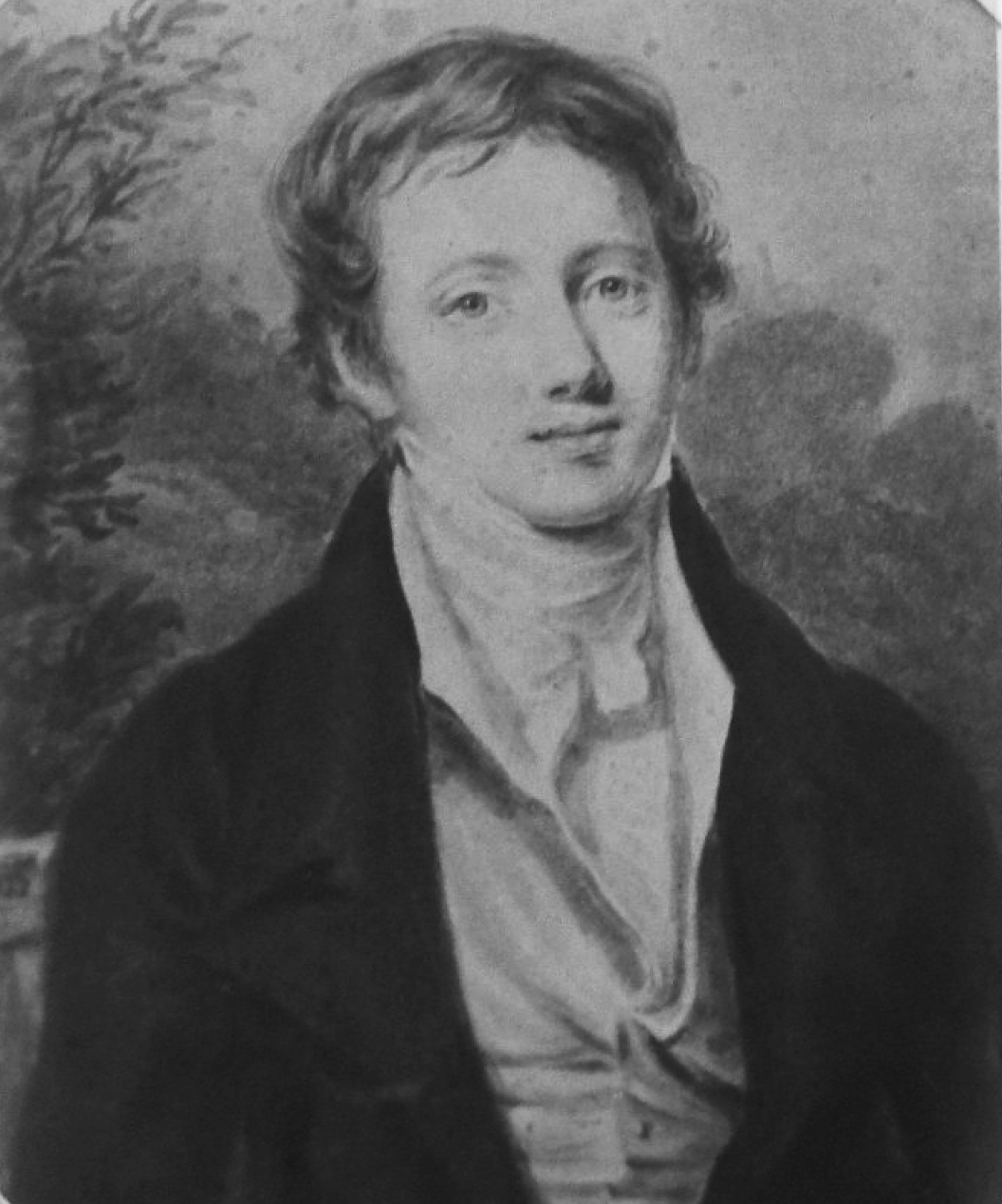
James Prinsep

James Prinsep (Chelmsford, 20 augustus 1799 - Londen, 22 april 1840) was een Engels metallurg, taalkundige, antiquair en oriëntalist. Hij ontcijferde het Brahmischrift en het Kharosthischrift, schiften die in de oudheid in India gebruikt werden. Prinsep was een vaardig tekenaar en maakte gedetailleerde schetsen van instrumenten, gebouwen, straatscènes, fossielen en andere zaken. 

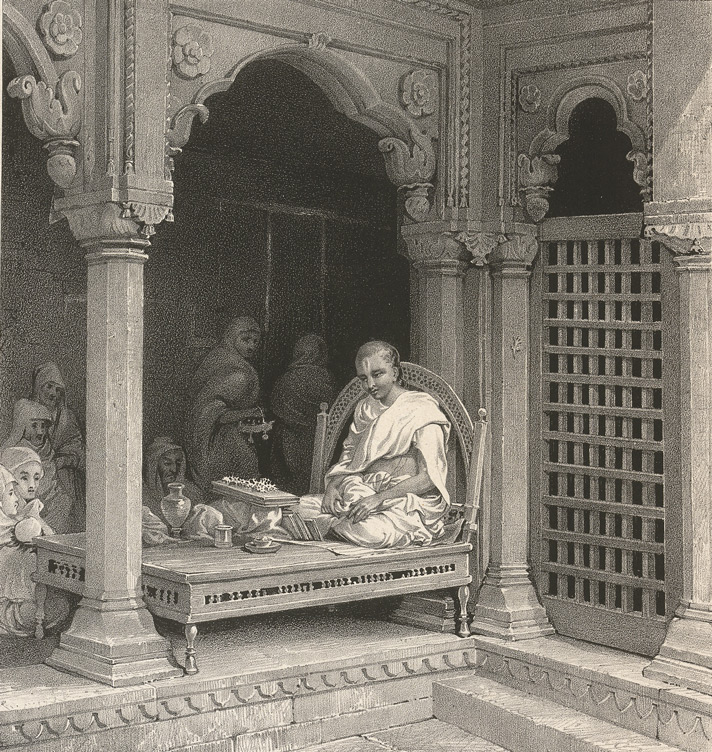
Brahmaanse priester leest op uit de Purana's, in Benares. Lithografie door Prinsep, 1835.

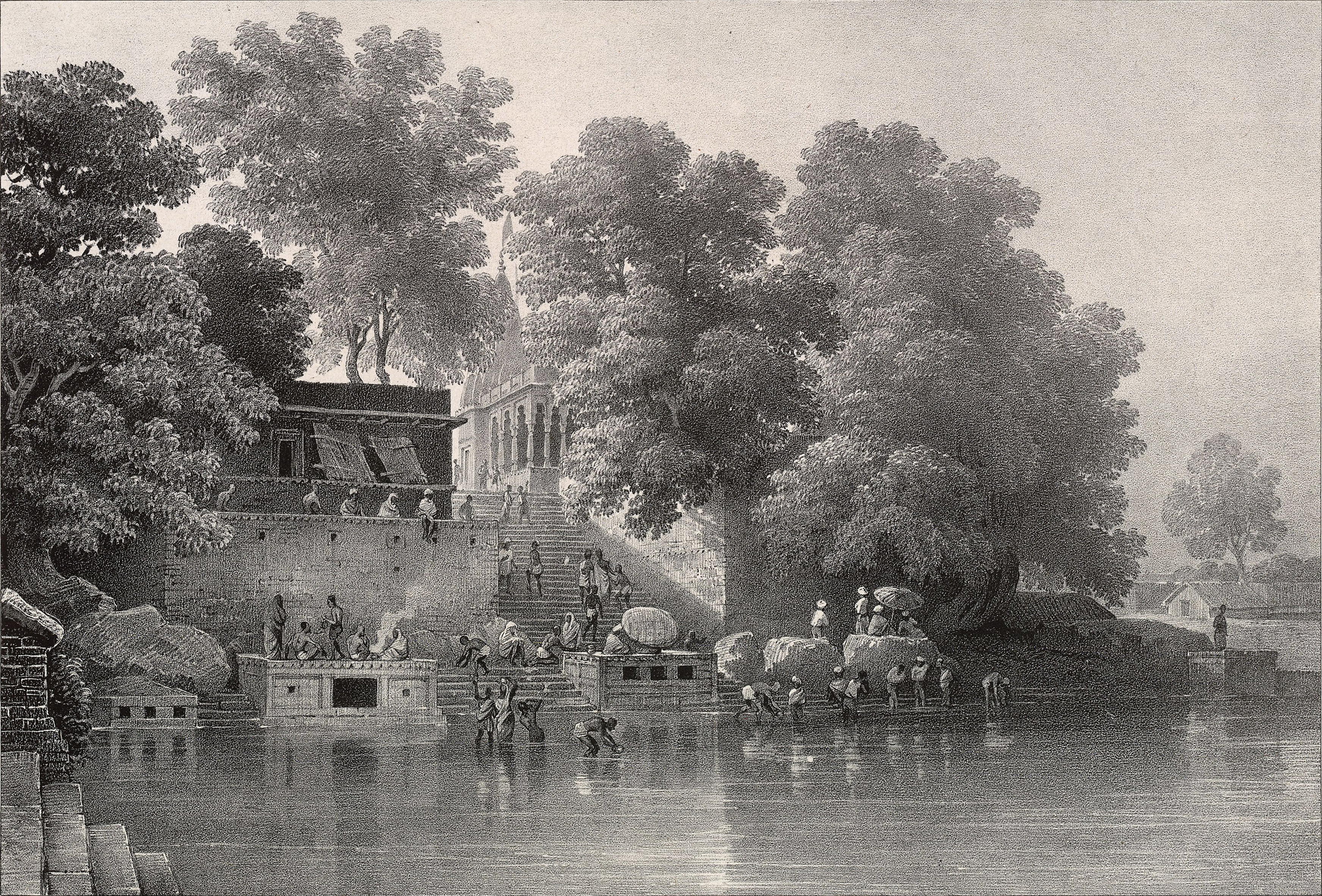
Het waterbasin Kupuldhara Tulao even buiten Benares. Lithografie door Prinsep, 1834.

James Prinsep was de zevende zoon van de planter en politicus John Prinsep (1748–1830), die tussen 1771 en 1787 in India een fortuin gemaakt had in de productie van indigo. Dankzij de contacten kon de vader al zijn kinderen functies in de East India Company bezorgen. James Prinsep ging in de leer bij de architect Augustus Pugin, maar wegens een ooginfectie raakte hij slechtziend, waardoor hij een loopbaan als architect op moest geven. Opnieuw hielp zijn vader hem een nieuwe betrekking te vinden: hij ging in de leer bij de Royal Mint in Londen, om in 1819 met zijn broer Henry Thoby naar Calcutta te reizen, waar hij als keurder in het munthuis ging werken. Hij werkte daar onder de oriëntalist Horace Hayman Wilson, die hem binnen een jaar naar Benares stuurde om in het munthuis daar te werken. In Benares ontwierp Prinsep het nieuwe munthuis, een kerk en een brug. Ook liet hij een tunnel graven om het gebied rond de stad te ontwateren, en maakte hij nauwkeurige schetsen van de tempelarchitectuur in de stad, die hij liet publiceren in een prentenboek. 
In 1832 volgde hij Wilson op als keurmeester in Calcutta. Ook nam hij tegelijkertijd diens functie als secretaris van de Asiatic Society of Bengal over. In die functie was hij verantwoordelijk voor de oprichting van een tijdschrift (het Journal of the Asiatic Society), dat artikelen en publicaties over uiteenlopende onderwerpen bevatte. Prinsep zelf was in de eerste jaren de belangrijkste auteur voor het tijdschrift. Hij schreef bijdragen over scheikunde, metallurgie, sterrenkunde, numismatiek, archeologie en architectuur.
Prinsep trouwde in 1835 met Harriet Sophia Aubert, de dochter van een kolonel in het leger van de East India Company. Uit het huwelijk overleefde alleen een dochter. Prinsep vond een nauwkeurige pyrometer uit op basis van legeringen van edelmetalen, waarmee de temperatuur in smeltovens beter bepaald kon worden. Ook vond hij een weegschaal uit die zo nauwkeurig was dat er verschillen van drie duizendste van een grein mee vastgesteld konden worden. In Calcutta hielp hij bij de aanleg van een kanaal dat de rivier de Hooghly met verder naar het oosten gelegen takken van de Ganges verbond, nadat zijn broer Henry Thoby, die het kanaal had ontworpen, onverwachts stierf.
In 1838 werd Prinsep onverwachts zeer ziek, waarop hij naar Engeland terugkeerde. Hij overleed in 1840 in Londen, slechts 40 jaar oud.
- Bibsys: 3055544
- CiNii: DA1728481X
- Gemeinsame Normdatei: 116290749
- International Standard Name Identifier: 0000 0000 6675 3962
- Library of Congress Control Number: n88130525
- RKD-Nederlands Instituut voor Kunstgeschiedenis: 64899
- Istituto Centrale per il Catalogo Unico: SBLV194298
- SNAC: w67j45p2
- Système universitaire de documentation: 229557112
- Union List of Artist Names: 500012405
- Virtual International Authority File: 17970197
- WorldCat: E39PBJfmrVPBJPjQ7cp37jbDbd